# Cor Arentz
Cornelis Arentz J. Gzn. (Gouda, 14 maart 1883 – Groningen, 6 augustus 1955) was een Nederlands contrabassist.
Hij werd geboren binnen het gezin van muzikant Johannes Gijsbertus Arentz en Elisabeth Johanna Alberdine Smazen. Hijzelf trouwde met Suzanna Jacoba Wijnbeek.
Arentz studeerde contrabas aan de Muziekschool van Toonkunst, waar zijn vader ook les zou geven. Hij rondde zijn studie af in 1902 en nam plaats in de voorloper van het Residentieorkest. In 1908 vertrok hij naar het noorden om plaats te nemen in de Orchest der Vereeniging De Harmonie/ Groningen Orkest Vereniging. Daar ging hij in 1948 met pensioen, waarbij hij een afscheidsconcert kreeg. Naast die orkestfunctie was hij tevens dirigent bij een aantal koren in de omgeving van Groningen, zoals oratoriumvereniging "Euterpe", Gemengd koor "ADO" uit Paterswolde, "Gruno’s gemengd koor" en het koor van de Remonstrantse gemeente. Hij was tevens organist bij die gemeente (hij trad daarmee in de voetsporen van zijn vader, die dat was in Gouda. Zijn werkgebied strekte zich uit tot Stadskanaal. Hij werd in 1933 gehuldigd voor zijn werkzaamheden. Hij gaf ook muziekles.
In aanvulling op genoemd werk, schreef hijzelf enkele muziekstukken, zoals 
- Twee liederen voor gemengd koor, uitgegeven in 1913 door H. Veltman, Groningen, destijds opus 15 (1.Het ouderhuis, 2.Voorjaarslied), later aangevuld met Naar buiten
- ’t Eeuwige lied (circa 1923)
- Aole vrijers kwaolen, humoreske voor gemengd koor (1934)
- Twee duetten voor sopraan/mezzosopraan en pianobegeleiding